# Паук-мајмуни
Паук-мајмуни (Ateles) су род из породице пауколиких мајмуна (Atelidae), део потпородице Atelinae. Као и друге ателине, насељавају тропске шуме Средње и Јужне Америке, од југа Мексика до Бразила. Род садржи седам врста, од којих су све угрожене; црноглави паук-мајмун и смеђи паук-мајмун су критично угрожени.
Несразмерно дуги удови и дуги репови чине их једним од највећих мајмуна Новог Света и доводе до њиховог заједничког имена. Паук-мајмуни живе у горњим слојевима прашуме, и хране се у високим крошњама, од 25 до 30 м. Они првенствено једу воће, али ће повремено конзумирати и лишће, цвеће и инсекте. Због своје велике величине, паук мајмуни захтевају велике површине влажних зимзелених шума, и преферирају несметано примарне прашуме. Они су друштвене животиње и живе у групама до 35 јединки, али ће се поделити у мање групе у потрази за храном током дана.
Недавне мета-анализе о истраживањима когниције примата показале су да су паук-мајмуни најинтелигентнији мајмуни Новог света. Могу произвести широк спектар звукова и „лајати” када буду угрожени; друге вокализације укључују звукове сличне коњу и дуготрајне крикове.
Они су важан извор хране због своје велике величине, тако да их локални људи често лове; угрожени су и уништавањем станишта због сече и крчења земљишта. Паук-мајмуни су подложни маларији и користе се у лабораторијским истраживањима болести. Популациони тренд паук-мајмуна је опадајући; IUCN Црвена листа наводи једну врсту као рањиву, четири врсте као угрожене и две врсте као критично угрожене.

## Еволуцијска историја
Теорије обилују о еволуцији линијских линија; једна теорија је да су они најближе повезани са вунастим мајмунима-пауковима (Brachyteles), и највероватније су се раздвојили од таквих вунастих мајмуна (Lagothrix и Oreonax) у јужноамеричкој низиској шуми, да би развили свој јединствени локомоторни систем. Ова теорија није подржана фосилним доказима. Друге теорије укључују Brachyteles, Lagothrix и Ateles у неразјашњеној трихотомији, и две кладе, једну састављену од Lagothrix и Ateles, а друге од Alouatta и Brachyteles. Новије молекуларне доказе сугеришу да се Atelinae поделила у средњем и касном Миоцену, раздвајајући мајмуне паукове од вунастих мајмуна паука и вунастих мајмуна.
Паук-мајмуни су међу највећим мајмунима Новог света; имају просечну тежину од 11 килограма за мушкарце и 9,66 kg за жене. Несразмерно дуги, вретени удови инспирисали су име мајмун паука. Њихови зглобни репови, који могу бити дуги до 89 cm, имају врло флексибилне, безглавце врхове и бразде коже сличне отисцима прстију. Ово прилагођавање њиховом строго арбореалном начину живота служи као пета рука. Када мајмун хода, руке се практично вуку по земљи. За разлику од многих мајмуна, они не користе своје руке за равнотежу приликом ходања, уместо да се ослањају на своје репове. Руке су дуге, уске и кукасте, и имају смањене или непостојеће палчеве. Прсти су издужени и повратни.
Њихова коса је груба, у распону боја од црвенкастог злата до смеђег и црног, или белог у ретком броју узорака. Руке и стопала су обично црне. Главе су мале са безглавим лицима. Ноздрве су веома удаљене, што је посебна карактеристика мајмуна паукова.
Они су виђени у дивљини, скакачу са дрвета на дрво.
Женке паук-мајмуна имају посебно развијен клиторис; може се назвати псеудо-пенис јер има унутрашњи пролаз, или уретру, што га чини готово идентичним пенису, и задржава и дистрибуира капљице урина док се женка креће около. Овај урин се празни на базама клиториса и сакупља се у кожним наборима са обе стране жлеба на перинеалу. Истраживачи и посматрачи паук-мајмуна из Јужне Америке траже скротум како би одредили пол животиња јер женке имају пендулозне и еректилне клиторисе довољно дуге да их је могуће помешати са пенисом; истраживачи такође могу да одреде пол животиње идентификујући жлезде које обележавају мирис и које могу бити присутне на клиторису.
Паук-мајмуни формирају групе, типично са 15 до 25 јединки, али понекад и до 30 или 40. Током дана, групе се распадају у подгрупе. Величина подгрупа и степен до ког се они међусобно избегавају током дана зависи од конкуренције у храни и ризика од грабљиваца. Просечна величина подгрупа је између 2 и 8, али понекад може бити и до 17 животиња. Исто тако ређе код примата, женке, а не мужјаци, напуштају матичне групе у пубертету да би се придружиле новим групама. Мужјаци имају тенденцију да се држе заједно за цео свој живот. Дакле, већа је вероватноћа да су мужјаци у групи у сродству и да имају ближе везе од женки. Најјаче друштвене везе настају између женки и њиховог младог потомства.
Паук-мајмуни комуницирају своје намере и запажања користећи ставове, као што су положаји сексуалне рецептивности и напада. Када паук-мајмун види човека како му се приближава, он гласно лаје као пас. Када се прилази мајмуну, он се пење до краја гране на којој се налази и снажно је тресе како би отерао могућу претњу. Тресе гране ногама, рукама док висио и репом се држи за грану. Може и гребати удове или тело различитим деловима руку и ногу. Седећи мајмуни могу да се љуљају и праве буку. Мужјаци, а понекад и одрасле женке, реже претећи када им се човек приближава. Ако прогонитељ настави да напредује, мајмуни често ломе живе или суве гране стабала тежине до 4 килограма и бацају их према уљезу. Они заправо не бацају гране, већ их ломе како би грана пала ближе пријетњи. Мајмуни такође и уринирају према уљезу.
Паук-мајмуни проведу ноћ спавајући у пажљиво одабраним стаблима. Сматра се да групама управљају водеће женке, које су одговорне за планирање ефикасне руте храњења сваког дана. Дотеривање није толико важно за друштвену интеракцију, захваљујући можда недостатку палца.
Примећено је да паук-мајмуни избегавају горње делове крошње дрвећа за кретање. Један истраживач је нагађао да је то због тога што танке гране на врховима дрвећа немогу да издрже тежину мајмуна.
Са тежином од 107 грама, мозак паук-мајмуна је двоструко већи од мозга мајмуна дрекавца еквивалентне величине тела, сматра се да је ово последица сложеног друштвеног живота паук-мајмуна и исхране, која се састоје пре свега од зрелог воћа великог броја од преко 150 врста биљака. То захтева да мајмуни памте када и где се може наћи плод. Спор развој такође може играти улогу: мајмуни могу да живе од 20 до 27 година или више, а женке рађају сваких 17 до 45 месеци. Сматра се да је Гами, вероватно најстарији живи паук-мајмун у заточеништву, рођен 1962. године и тренутно се налази у зоолошком врту Форт Рики Чилдрнс Дискавери у Риму.

## У Мезоамеричким културама
Паук-мајмуни се налазе у многим аспектима мезоамеричких култура. У 260-дневном календару Астека, паук-мајмун служи као име за 11. дан. У одговарајућем календару Маја, мајмун дрекавац се замењује паук-мајмуном. У данашњим религијским празницима Маја, имитатори паук-мајмуна служе као нека врста демонских кловнова. У класичној уметности Маја, они су свеприсутни, често се приказују носећи какао махуне.